# Cerina (Eslovênia)
Cerina é uma vila localizada no município de Brežice na Eslovênia. Possuía uma população estimada de 158 habitantes em 2020.